# José Ignacio Munilla Aguirre
José Ignacio Munilla Aguirre (ur. 13 listopada 1961 w Zumárraga) – hiszpański duchowny katolicki, biskup Orihueli-Alicante od 2022.

## Życiorys

### Prezbiterat
Święcenia kapłańskie otrzymał 29 czerwca 1986 i został inkardynowany do diecezji San Sebastián. Po święceniach został wikariuszem parafii Wniebowzięcia NMP, zaś w 1990 objął probostwo w parafii Najświętszego Zbawiciela.

### Episkopat
24 czerwca 2006 papież Benedykt XVI mianował go biskupem ordynariuszem diecezji Palencia. Sakry biskupiej udzielił mu 10 września 2006 ówczesny nuncjusz w Hiszpanii - abp Manuel Monteiro de Castro.
21 listopada 2009 został przeniesiony do diecezji San Sebastián.
7 grudnia 2021 roku papież Franciszek mianował go biskupem diecezjalnym Orihueli-Alicante. Władzę w diecezji objął 12 lutego 2022. 